# A DAN DZO & PGMB Czernihów
A DAN DZO & PGMB Czernihów – ukraiński klub szachowy z siedzibą w Czernihowie, dwukrotny mistrz kraju.

## Historia
Klub został utworzony w marcu 2010 roku przez rosyjską grupę A DAN DZO Standard Group. Wybór Czernihowa jako siedziby klubu był argumentowany m.in. lokalizacją miasta. W 2010 roku zespół zdobył mistrzostwo Ukrainy. Następnie klub uczestniczył w Pucharze Europy. W tych rozgrywkach zespół wygrał z K Gentse SRL, Werderem Brema, Gros XT, ŠK Prievidza i KSK 47 Eynatten, zremisował z SzSM-64 Moskwa i przegrał z SOCAR-Azerbaijan. W klasyfikacji końcowej pucharu ukraińska drużyna zajęła trzecie miejsce, za Ekonomistem-SGSEU Saratów i Jugrą Chanty-Mansyjsk. W 2011 roku zespół obronił mistrzostwo kraju. W Pucharze Europy klub zwyciężył mecze z SV Voerendaal, Accresem Apeldoorn, Oslo SS, Wieśninką Mińsk i KSK Rochade Eupen-Kelmis, a przegrał z SzSM-64 Moskwa i Ekonomistem SGSEU Saratów. W rozgrywkach zespół został sklasyfikowany na dziesiątej pozycji. Po 2011 roku klub nie uczestniczył w rozgrywkach.

## Arcymistrzowie w historii klubu
- Siergiej Azarow[7]
- Wołodymyr Bakłan[8]
- Baadur Dżobawa[7]
- Qədir Hüseynov[9]
- Ołeksij Kislinski[7]
- Anton Korobow[7]
- Jurij Kryworuczko[10]
- Aleksandr Łastin[7]
- Hryhorij Piławow[7]
- Boris Sawczenko[9]
- Ołeksandr Zubariew[7]
- Jarosław Żerebuch[9]
- Siarhiej Żyhałka[7]